# زلزال شارليفوا 1663
زلزال شارليفوا 1663 هو زلزالٌ وقعَ في بلدية مقاطعة شارليفوا الإقليمية ‏ في كندا بتاريخ 1663.